# Tôn Nữ Thị Ninh
Tôn Nữ Thị Ninh (sinh ngày 30 tháng 10 năm 1947) từng là Đại sứ đặc mệnh toàn quyền của Việt Nam bên cạnh Liên minh châu Âu (EU) và tại Bỉ. Bà cũng từng là Phó Chủ nhiệm Ủy ban Đối ngoại Quốc hội Việt Nam. Bà có vai trò tích cực trong lĩnh vực đối ngoại của Việt Nam.

## Tiểu sử
Tôn Nữ Thị Ninh sinh ra tại thành phố Huế, tỉnh Thừa Thiên Huế, là hậu duệ của hoàng tộc nhà Nguyễn. Năm 1950 bà theo gia đình sang Pháp và sau đó lại cùng gia đình trở về Sài Gòn. Bà học trung học tại trường Marie Curie tại Sài Gòn. Vào năm 1964, bà sang Pháp du học ở Đại học Paris (Pháp) và Đại học Cambridge (Anh). Bà đã tham gia hoạt động với Mặt trận Giải phóng Miền Nam Việt Nam với vai trò là người trợ giúp vòng ngoài cho Phái đoàn đàm phán của Việt Nam tại Paris trong những năm 1968 - 1973 và một số lần là phiên dịch tiếng Anh trong các cuộc tiếp xúc không chính thức cho Bộ trưởng Nguyễn Thị Bình. Bà còn dạy Anh văn và văn học Anh ở Đại học Paris 1, École Normale Supérieure, Fontenay-aux-Roses và Université des Droits.

## Sự nghiệp ngoại giao
Sau đó, khi về nước năm 1972, bà làm Phó Khoa của Phân khoa Anh ngữ (Đại học Sư phạm Sài Gòn). Cho đến năm 1975, tình cờ bà gặp Trưởng ban Đối ngoại Trung ương Đảng Cộng sản Việt Nam là ông Xuân Thủy - người đã từng biết bà trong thời gian hội nghị Paris (1968-1972) và theo lời khuyên của ông, bà về làm việc tại Ban Đối ngoại Trung ương.
Bà trở thành nhà ngoại giao bắt đầu bằng công việc phiên dịch và bà đã học được nhiều kinh nghiệm khi đi dịch cho Thủ tướng Phạm Văn Đồng, Đại tướng Võ Nguyên Giáp, ông Xuân Thủy, ông Nguyễn Cơ Thạch... Ông Jean-Pierre Debris, khi nghe bà dịch cho Tổng thống Pháp François Mitterrand trong chuyến thăm Việt Nam năm 1993 đã ví bà như người thợ kim hoàn lành nghề. Bà đã làm đại sứ ở Bỉ, và bên cạnh Liên minh châu Âu (EU). Bà còn giữ cương vị là người đứng đầu đại diện của phái đoàn Việt Nam ở Liên minh châu Âu tại Brussel (Bỉ) và đã từng giữ một nhiệm kỳ trong Ủy ban Trung ương của Hội liên hiệp phụ nữ Việt Nam.
Cương vị gần đây nhất mà bà nắm giữ là Phó Chủ nhiệm Ủy ban Đối ngoại Quốc hội. Trên cương vị đó bà đã có một số những phản bác tương đối mạnh mẽ trước một số cáo buộc về vấn đề nhân quyền từ phía Hoa Kỳ và Quốc hội Hoa Kỳ.
Tháng 2 năm 2013, bà được Chính phủ Cộng hòa Pháp tặng huân chương Bắc đẩu Bội tinh.

## Nghỉ hưu
Tháng 8 năm 2007, bà đã thôi giữ chức tại Quốc hội và tham gia vào lĩnh vực giáo dục với tư cách Chủ tịch Hội đồng sáng lập Trường Đại học Tư thục Trí Việt. Tuy nhiên dự án này bị thất bại.
Năm 2016 bà lên tiếng chỉ trích việc Đại học Fulbright Vietnam bổ nhiệm cựu Thượng nghị sĩ Hoa Kỳ Bob Kerrey giữ cương vị Chủ tịch Hội đồng tín thác của trường đại học này.

## Câu nói nổi tiếng
- Tại buổi họp báo tại Câu lạc bộ Báo chí Quốc gia Hoa Kỳ vào tháng 10 năm 2004:

| “ | Trong gia đình chúng tôi có những đứa con, cháu hỗn láo, bướng bỉnh thì để chúng tôi đóng cửa lại trừng trị chúng nó, dĩ nhiên là trừng trị theo cách của chúng tôi. Các anh hàng xóm đừng có mà gõ cửa đòi xen vào chuyện riêng của gia đình chúng tôi. | ” |

## Gia đình
Bà có chồng từng làm Giảng viên Đại học Sư phạm Hà Nội (hiện đã nghỉ hưu) và có một người con trai.